# Стальная корона Румынии

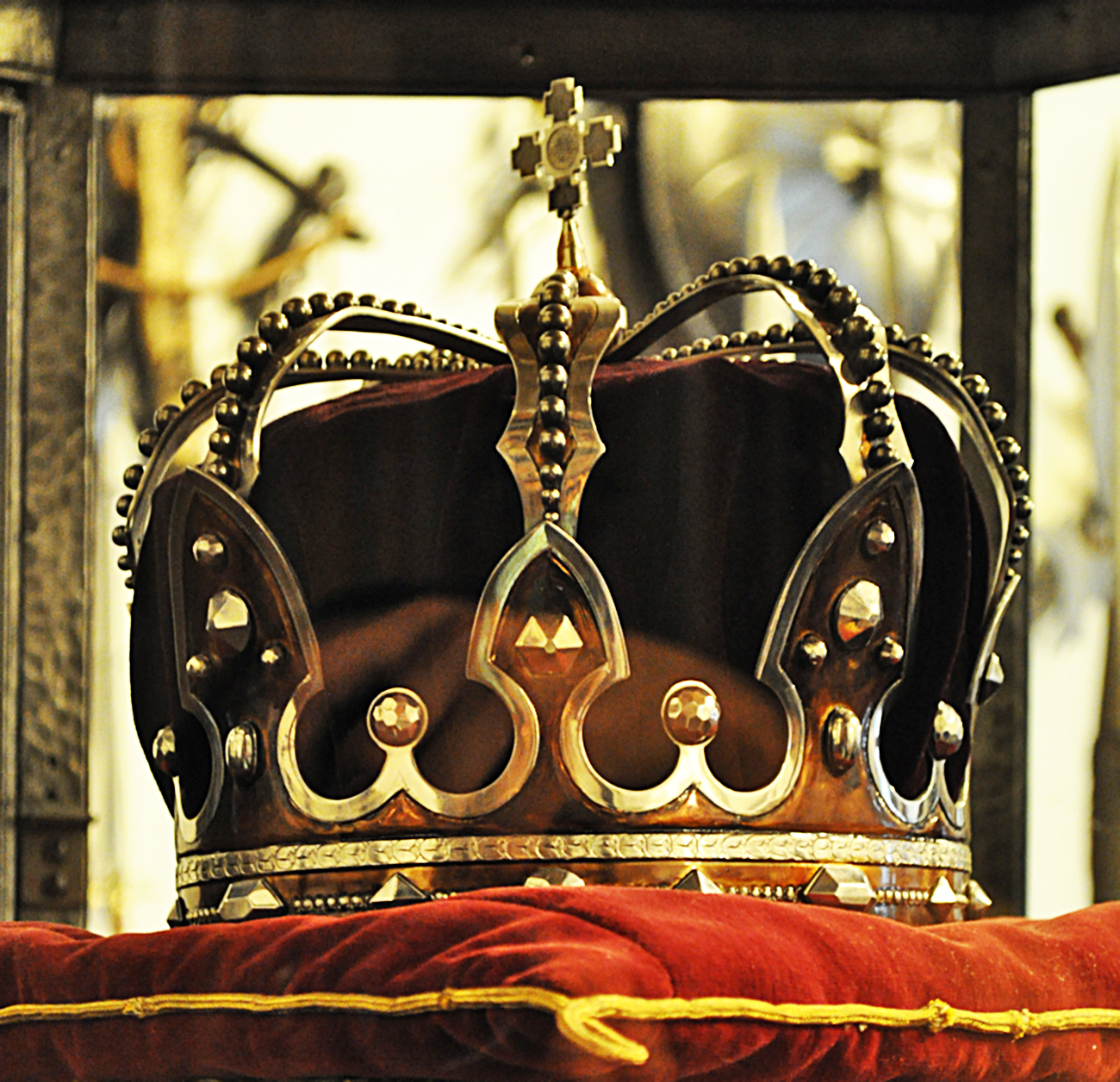
Стальная корона Румынии

Стальная корона королевства Румынии (рум. Coroana de Oțel a României) — румынская королевская регалия. Изготовлена для коронации короля Румынии Кароля I 26 марта/10 мая 1881 года.
Была отлита в Бухаресте из стали трофейной турецкой пушки, захваченной румынами во время войны за независимость против Османской империи (1877—1878) во время битвы под Гривицей 30 августа 1877 года. Именуется также Плевенской короной. По желанию Кароля I корона была сделана из чистой стали, без добавления золота, чтобы подчеркнуть героизм румынских солдат. Проект внешнего вида и дизайна короны был разработан румынским художником Теодором Аманом, она подобна другим королевским коронам Европы. Её вес 1115 грамм.
В наши дни Стальная корона входит в состав официальных регалий Румынии и вместе с официальной короной выставлена в Национальном музее истории Румынии в городе Бухаресте. Точная копия короны хранится в замке Пелеш.

## Последующие коронации
Корона использовалась:
- при коронации Фердинанда I и королевы Марии Эдинбургской в 1922 году на румынский престол;
- при коронации Михая I Румынского румынским патриархом Никодимом Мунтяну 6 сентября 1940 года.

## Отражение в национальной культуре
Её чеканили на румынских монетах 1914 года. В 2016 году по результатам голосования Румынского Парламента корона была возвращена на государственный герб как символ суверенности и независимости Румынии. До того корона украшала голову геральдического орла с 1922 по 1947 годы. Также изображение короны украшает Орден Короны Румынии, учреждённый в 1881 году. В Регламенте об учреждении награды, составленном Каролем I, указано, что маленькая корона в центре ордена должна быть изготовлена из стали той же пушки, захваченной под Плевной, из которой изготовлена Стальная корона Румынии.